# Wishbone Four
Albums de Wishbone Ash
Argus
(1972) Live Dates
(1973)
Wishbone Four, sorti le 11 mai 1973, est le quatrième album du groupe de rock britannique Wishbone Ash.

## Liste des morceaux
Tous les morceaux ont été composés par M. Turner, S. Upton, T. Turner et A. Powell.
1. So Many Things to Say - 5:00
2. Ballad of the Beacon – 4:58
3. No Easy Road – 3:40
4. Everybody Needs a Friend – 8:27
5. Doctor - 5:48
6. Sorrel – 5:02
7. Sing Out the Song - 4:21
8. Rock 'n Roll Widow - 5:41

## Crédits
- Andy Powell : guitare, chant
- Ted Turner : guitare, chant
- Martin Turner : guitare basse, chants
- Steve Upton : batterie

- Keith Harwood : ingénieur du son (pour un shillin')
- Hipgnosis : Conception de la pochette et photographie